# Méliphage à menton noir
Melithreptus gularis
Espèce
Statut de conservation UICN

 LC  : Préoccupation mineure
Le Méliphage à menton noir (Melithreptus gularis) est une espèce de passereau de la famille des Meliphagidae originaire d'Australie.

## Systématique
Il a été décrit par John Gould en 1837. Celui-ci a également décrit en 1875 ce qu'il a appelé le Méliphage à dos jaune du nord de l'Australie et qui est maintenant considéré comme une sous-espèce du Méliphage à menton noir car il y a une large bande de chevauchement avec des formes intermédiaires entre les deux.
Il est membre du genre Melithreptus qui contient plusieurs espèces de taille similaire et (à l'exception du Méliphage à tête brune) à tête noire, dans la famille des Meliphagidae. Les marqueurs moléculaires montrent que le Méliphage à menton noir est le plus étroitement apparenté à celui à tête brune, tandis que le Méliphage à bec fort au même plumage était en fait une branche qui s'était séparée antérieurement, il y a entre 6,7 et 3,4 millions d'années.

## Description
C'est un oiseau de taille moyenne mesurant de 14 à 16 cm de longueur pour un poids moyen de 20 g, il est brun-olive au-dessus et chamois en dessous, avec la tête, la nuque et la gorge noires, une tache de peau nue bleue sur l'œil (elle est verte chez le Méliphage à dos jaune) et un croissant blanc sur la nuque. Les pattes sont de couleur orange. Les juvéniles ont un plumage entièrement brun. Il a un appel scratch: criip criip criip ainsi qu'un autre plus musical.

## Répartition
On le trouve dans le nord de l'Australie, du nord-ouest de l'Australie-Occidentale (Kimberley, Pilbara, Grand Désert de Sable et nord du désert de Gibson), nord du Territoire du Nord (Top End et Pays du golfe de Carpentarie) nord, centre et est du Queensland et dans le centre de la Nouvelle-Galles du Sud. On le trouve à l'est de la cordillère australienne dans la région des rivières du Nord, mais il est rare plus au sud et semble avoir diminué dans la région de Sydney. On le trouve dans le centre et le nord du Victoria et dans l'est de l'Australie-Méridionale. Il est considéré comme vulnérable en Nouvelle-Galles du Sud et en Australie-Méridionale bien que, dans l'ensemble, il ne soit pas menacé.

## Habitat
Il vit dans les forêts claires et sèches souvent près des cours d'eau.

## Alimentation
Il se nourrit essentiellement de nectar et d'insectes et, comme ses proches, les Méliphages à tête brune et à bec fort, il les cherche en fourrageant dans l'écorce des arbres.

## Nidification
Il niche de juillet à décembre, ayant une ou deux couvaisons durant cette période. Le nid est en forme de coupe à paroi épaisse faite d'herbes et de morceaux d'écorce recouverts d'un matériau doux caché dans le feuillage périphérique d'un grand arbre, généralement un eucalyptus. La femelle pond un ou, plus souvent, deux œufs de 22 x 16 mm, chamois rosés, brillants faiblement tacheté de roux (davantage sur l'extrémité large).

## Sous-espèces
D'après Alan P. Peterson, il en existe 2 sous-espèces :
- Melithreptus gularis gularis (Gould) 1837
- Melithreptus gularis laetior Gould 1875 - Méliphage à dos jaune